# Palmdale (California)
Palmdale, fundada en 1886, es una ciudad del condado de Los Ángeles en el estado estadounidense de California. En el año 2010 tenía una población de 152 622 habitantes y una densidad poblacional de 556 personas por km².
La primera comunidad dentro del Valle Antelope en ser incorporada como ciudad (el 24 de agosto de 1962), Palmdale está separada de Los Ángeles por la Montaña San Gabriel. En el censo de 2000, la población de la ciudad era de 116 670, y al 1 de enero de 2008 el Departamento Estatal de Finanzas de California estimó una población total de 147 897 personas. Según el informa de Greater Antelope Valley Economic Alliance en 2007 el área metropolitana de Palmdale/Lancaster (un término usado por el US Census Bureau) tenía una población de 462 272.

## Geografía
Palmdale se encuentra ubicada en las coordenadas 34°34′46″N 118°07′00″O / 34.57944, -118.11667. Según la Oficina del Censo, la ciudad tiene un área total de 272,2 km² (105,1 mi²), de la cual 271,8 km² (104,9 mi²) es tierra y 0,4 km² (0,2 mi²) (0.13%) es agua.

## Demografía
Según el censo del año 2000, había 116 670 personas, 34 285 hogares, y 28 113 familias residiendo en la ciudad. La densidad de población era de 1 111.6 personas por milla cuadrada (429.2/km²). Había 37 096 casas unifamiliares en una densidad de 353.4/sq mi (136.5/km²). La demografía de la ciudad era del 54.77% caucásica, 14.50% afroamericana, 1.03% amerindia, 3.83% asiática, 0.19% isleños del pacífico, 20.45% de otras razas, y el 5.23% de dos o más razas. Los hispanos o latinos de cualquier raza eran el 37.71% de la población.

## Educación
Dos distritos escolares, el Distrito Escolar de Palmdale y el Westside Union School District (en español: Distrito Escolar de Westside Union), gestionan escuelas primarias y medias públicas. El Antelope Valley Union High School District (en español: Escuela Secundaria del Distrito de Antelope Valley Union) gestiona escuelas preparatorias públicas.

## Ciudades hermanas
- Poncitlán, Jalisco, México (1998)